# ローカルバスの終点へ
『ローカルバスの終点へ』（ローカルバスのしゅうてんへ）は、紀行作家宮脇俊三の著したバスの紀行文である。
1989年1月20日にJTB日本交通公社出版事業局から単行本が刊行、1991年8月25日に新潮社から文庫化されたものが刊行、2010年12月6日に洋泉社から新書化されたものが刊行され、2019年8月6日には河出書房新社から文庫化されたものが刊行された。

## 作品概要
鉄道旅行が好きで、旅では鉄道を愛用している宮脇が、鉄道が通わない僻地のバスに乗る旅を繰り広げる。本作の内容は月刊誌『旅』の1987年1月号から二年間にわたって連載された。
なお、バスだけでなく、そのバスに行くまでの道中、および終点や途中の様子、宿泊した施設などにも触れられている。

## 構成
※自治体名は当時のもの。
- 北海道
  - 川白（古宇郡神恵内村）
  - 北二号（野付郡別海町）
  - 大津（中川郡豊頃町）
- 東北・関東
  - 九艘泊（青森県下北郡脇野沢村）
  - 湯ノ岱（秋田県北秋田郡森吉町）
  - 川代（岩手県宮古市）
  - 肘折温泉（山形県最上郡大蔵村）
  - 帝林社宅前（栃木県那須郡黒羽町）
  - 浮島（茨城県稲敷郡桜川村）
- 中部
  - 室谷（新潟県東蒲原郡上川村）
  - 飯尾（山梨県北都留郡上野原町）
  - 程野（長野県下伊那郡上村）
  - 濁河温泉（岐阜県益田郡小坂町）
  - 祖母ヶ浦（石川県鹿島郡能登島町）
- 近畿・中国・四国
  - 大杉（三重県多気郡宮川村）
  - 田歌（京都府北桑田郡美山町）
  - 吹屋（岡山県川上郡成羽町）
  - 沖泊（島根県八束郡島根町）
  - 鹿老渡（広島県安芸郡倉橋町）
  - 寺川（高知県土佐郡本川村）
- 九州・沖縄
  - 中山（宮崎県東臼杵郡南郷村）
  - 野間池（鹿児島県川辺郡笠沙町）
  - 奥（沖縄県国頭郡国頭村）

## 書誌情報
- 日本交通公社出版事業局（現、JTBパブリッシング） 1989年1月 ISBN 9784533010712
- 新潮社（新潮文庫） 1991年8月 ISBN 9784101268095
- 洋泉社（宝島社に吸収合併）（洋泉社新書） 2010年12月 ISBN 9784862486264
- 河出書房新社（河出文庫） 2019年8月 ISBN 9784309417035